# 科梅萨焦
科梅萨焦（義大利語：Commessaggio），是意大利曼托瓦省的一个市镇。总面积11平方公里，人口1176人，人口密度106.9人/平方公里（2009年）。国家统计（ISTAT）代码为020020。